# Ascetophantes
Ascetophantes é um gênero de aranhas da família Linyphiidae descrito em 2006. Engloba uma única espécie, que é encontrada no Nepal.